# ایتسگروند
ایتسگروند (به آلمانی: Itzgrund) یک شهر در آلمان است که در Coburg واقع شده‌است. ایتسگروند  ۲٬۳۴۰ نفر جمعیت دارد.